# ویننگنی
ویننگنی (به انگلیسی: Veenangeni) یک روستا در هند است که در Cuddalore district واقع شده‌است.